# Трушников, Пётр Иванович
Пётр Иванович Трушников (1925—1988) — участник Великой Отечественной войны, линейный надсмотрщик 976-го отдельного батальона связи 73-го стрелкового корпуса 52-й армии Степного фронта, красноармеец. Герой Советского Союза.

## Биография
Родился 1 мая 1925 года в селе Ёлдово ныне Бирилюсского района Красноярского края в крестьянской семье. Русский.
Окончил семь классов, работал разнорабочим, затем — бригадиром полеводческой бригады в колхозе «Красный рыбак».
В Красной Армии с июня 1942 года. Был призван Бирилюсским РВК. Член ВКП(б)/КПСС с 1944 года.
В октябре 1943 года части 254-й стрелковой дивизии вышли к Днепру в районе города Черкассы и с ходу приступили к форсированию реки. Трушников добровольно вызвался проложить кабельную линию через Днепр и обеспечить командование 73-го корпуса связью с передовыми частями 254-й стрелковой дивизии, которые с третьего октября вели бои на первом берегу реки. В ночь на 5 октября связисты отплыли от берега и начали прокладку кабельной линии. На Днепре рвались снаряды и мины. Слышны были пулемётные очереди. Уже вырисовывались очертания первого берега, когда недалеко от лодки разорвался снаряд, взметнув ввысь фонтан воды. Лодка заполнилась водой и пошла ко дну. Трушников с техникой связи и оружием оказался в холодной воде. В лицо стегала сильная волна. Ноги скользили по песчаному дну. Катушка с кабелем и телефонный аппарат тянули его вниз. Напрягая все силы, борясь с течением, он продолжал укладывать кабель, пока не достиг правого берега. Затем вплавь переправился через рукав Днепра и навёл линию, необходимую для связи корпуса с частями 254-й стрелковой дивизии.
7 октября 1943 года после массированного налёта авиации противника, линия связи была нарушена в её подводной части. Трушников бросился в ледяную воду, нашел концы кабеля и срастил их. Линия снова заработала. Чтобы связь командования корпуса с частями дивизии была более устойчивой. Трушников со связистами батальона проложил через Днепр ещё две подводные кабельные линии.
В 1946 году П. И. Трушников демобилизовался из рядов Советской Армии.
Жил и работал в Киеве. Умер 19 сентября 1988 года, похоронен в Киеве на городском кладбище «Берковцы».

## Награды
- Указом Президиума Верховного Совета СССР «О присвоении звания Героя Советского Союза генералам, офицерскому, сержантскому и рядовому составу Красной Армии» от 22 февраля 1944 года за «образцовое выполнение боевых заданий командования при форсировании реки Днепр, развитие боевых успехов на правом берегу реки и проявленные при этом отвагу и геройство» с вручением ордена Ленина и медали «Золотая Звезда»[2]
- Награждён орденом Ленина и медалями.

## Память
- Имя Героя носит школа в посёлке Проточный Бирилюсского района[3]. Также его имя носила пионерская дружина Сопкинской начальной школы Бирилюсского района.
- В 2005 году вышла книга «Звёзды подвигов военных связистов» издательства Управления начальника связи Вооружённых сил РФ. В ней есть данные о Герое Советского Союза Петре Ивановиче Трушникове.
- В 2006 году в общественно-политической газете Бирилюсского района «Новый путь» была напечатана статья «Девятнадцатилетний герой» о Петре Ивановиче Трушникове[4].
- В 2015 в п. Проточный Бирилюсского района Красноярского края была установлена Мемориальная доска, посвящённая Герою Советского Союза Трушникову Петру Ивановичу.
- 9 мая у Мемориальной доски Трушникову П. И. проходит митинг «Никто не забыт, ничто не забыто».